# اوزاکر
اوزاکر (به آلمانی: Ausacker) یک شهر در آلمان است که در اشلسویگ-فلنسبورگ واقع شده‌است. اوزاکر  ۵۴۳ نفر جمعیت دارد.